# Stillwater-Komplex
Der bis zu 7000 Meter mächtige Stillwater-Komplex ist eine große Layered Intrusion im Süden des US-amerikanischen Bundesstaates Montana, die im Neoarchaikum gebildet wurde. Der Komplex erstreckt sich auf einer Fläche von rund 180 Quadratkilometer über 47 Kilometer an der Nordflanke der Beartooth Mountains. Er besitzt eine lange bergbauliche Geschichte, abgebaut wurden vor allem Chrom-, Kupfer- und Nickelerze, neuerdings werden auch Palladium- und Platinerze gefördert.

## Bezeichnung und Lage
Der Stillwater-Komplex wurde nach seiner Typlokalität am Stillwater River im Stillwater County in Montana benannt. Er steht ferner im Sweet Grass County und im Park County an.

## Geologie

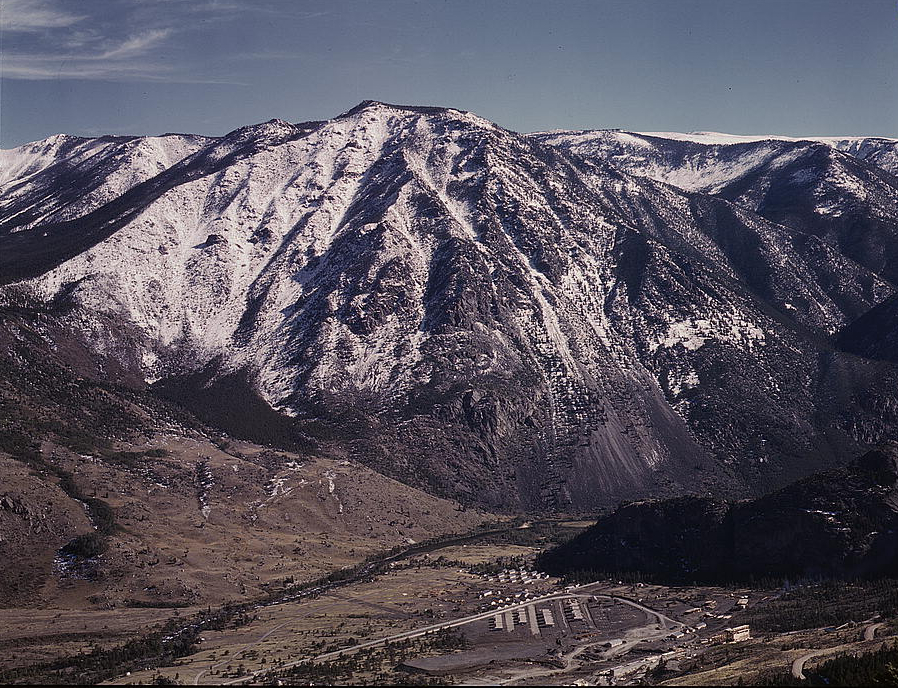
Die Mouat Mine im Stillwater-Komplex, Montana

Der zum Wyoming-Kraton gehörende Stillwater-Komplex hat sehr viele Gemeinsamkeiten mit dem wesentlich jüngeren Bushveld-Komplex in Südafrika. Die Intrusion drang im ausgehenden Archaikum um zirka 2700 Millionen Jahren BP (Methanium) in anstehende Para- und Orthogneise der Long Lake Suite ein – bis zu 3000 Millionen Jahre alte Metasedimente und ehemalige Granite und Granodiorite, die zwischen 2780 und 2740 Millionen Jahren BP am Ende einer Krustenbildungsphase aufgedrungen waren. Nach Platznahme des Stillwater-Komplexes wurden dann noch kleinere Intrusionskörper (engl. stocks) aus Quarzmonzonit gebildet. Die Intrusion liegt entweder konkordant oder mit einem Verwerfungskontakt auf den Wirtsgesteinen, die sie kontaktmetamorph zu Cordierit-Pyroxen-Hornfels verändert hat.
Diese plutonische Phase wurde um 2500 Millionen Jahren (Archaikum-Proterozoikum-Grenze) von einer Deformationsphase (Störungen und Faltenbau) mit begleitender, niedriggradiger  Metamorphose abgelöst. Es folgte eine Dehnungsphase mit Nord-Süd-streichenden, mafischen Gängen. Nach Heraushebung und Verkippung nach Norden wurde das eingeebnete Grundgebirge im Mittelkambrium diskordant von bis zu 3000 Meter mächtigen Sedimenten überlagert. Während der Laramischen Gebirgsbildung  am Ende der Kreide und im Paläogen wurde der Stillwater-Komplex erneut angehoben, stellenweise überschoben,  verkippt und die spät-proterozoische Einebnungsfläche freigelegt.
Der längliche, bis zu 8 Kilometer breite Intrusionskörper streicht ungefähr N 120 bis N 135 und fällt mit 50 bis 90° nach Nordost ein. Seine Mächtigkeit beträgt 5500 Meter. Es wird angenommen, dass durch Erosion während des Proterozoikums weitere 1500 bis 4500 Meter an Mächtigkeit verloren gingen.

## Stratigraphie

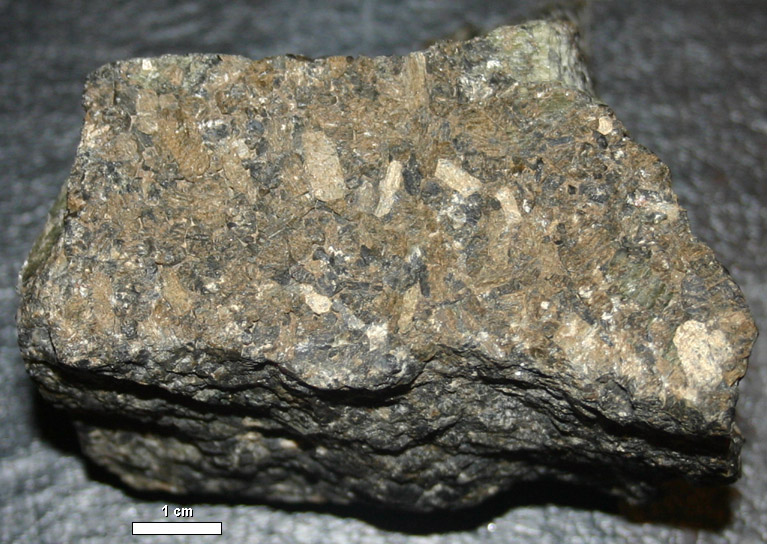
Chromitit mit Bronzit-Phänokristallen aus dem Stillwater-Komplex

Die Internstratigraphie des Kumulatkörpers besteht aus drei Zonen (vom Hangenden zum Liegenden):
- Gebänderte Zone
- Ultramafische Zone
- Basalzone

Die bis zu 210 Meter mächtige Basalzone führt einen abgeschreckten, feinkörnigen Gabbro am Kontakt zum Nebengestein. Darüber folgen Gabbro, Norit und Feldspat-führende Pyroxenite. Die 1100 Meter mächtige Ultramafische Zone besteht im unteren Abschnitt aus Peridotiten, die sich aus Dunit, Chromitit, Harzburgit und Bronzit-Pyroxenit zusammensetzen. Das obere Drittel der Ultramafischen Zone nimmt ein massiver Bronzit-Pyroxenit ein. Die 4300 Meter mächtige Gebänderte Zone baut sich aus Wechsellagen von Norit, Gabbro und Anorthosit auf. Sie wird in drei Serien unterteilt, eine untere, mittlere und obere Serie (engl. Lower Banded series, Middle Banded series und Upper Banded series).

## Vererzungen

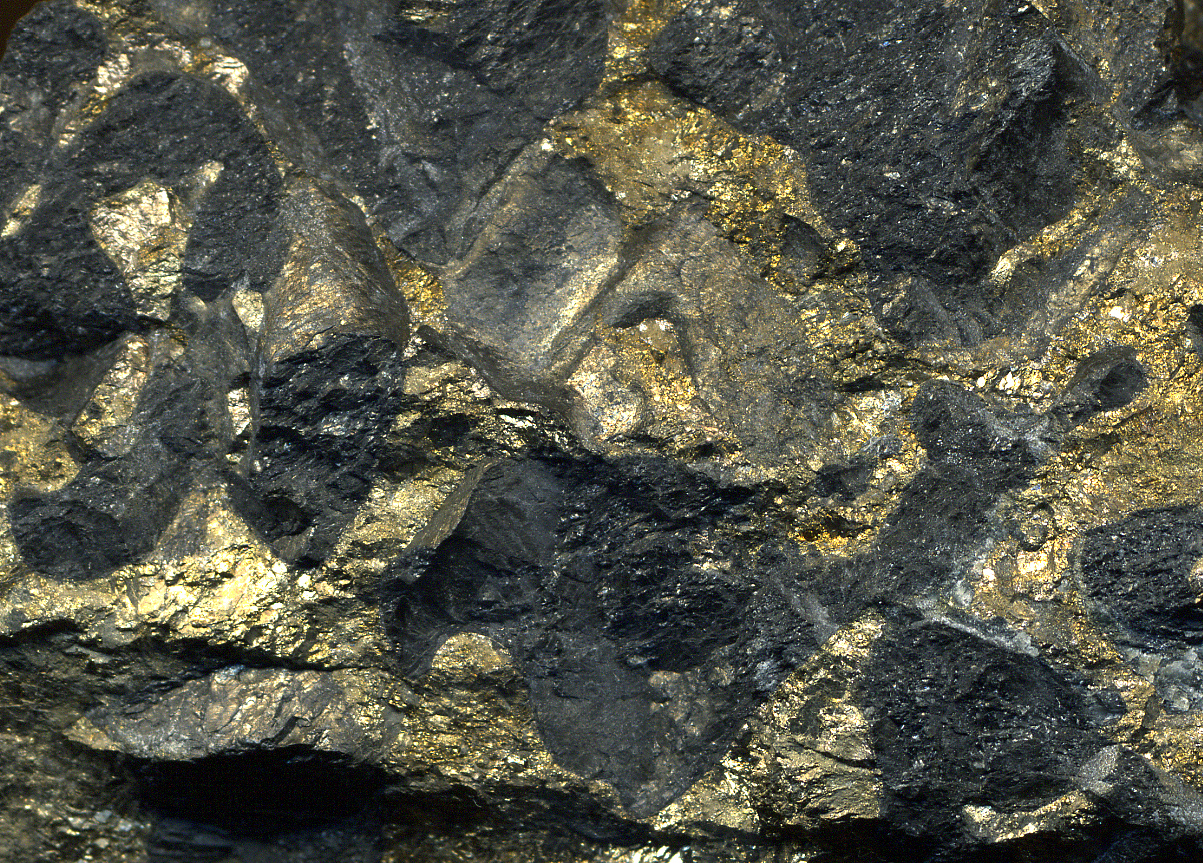
Sulfidischer Serpentinit (ehemaliger Dunit) aus der Lower Banded series. Enthält Pt/Pd-reichen Chalkopyrit und Pyrrhotin

Die Chromvererzungen beschränken sich auf den Peridotit der Ultramafischen Zone. Die Metalle der Platingruppe tauchen im unteren Abschnitt der Gebänderten Zone auf, in einem Horizont, der als J-M reef (Johns-Manville reef) bezeichnet wird.
Das J-M reef ist dem Merensky Reef des Bushveld-Komplexes in Südafrika sehr ähnlich. Es bildet eine 1 bis 3 Meter mächtige, aushaltende Lage an der Basis der Gebänderten Zone und wird aus pegmatitischem Peridotit und Troktolith aufgebaut. Im J-M reef verstreut finden sich Sulfidminerale, darunter Pyrrhotin, Pentlandit (hauptsächliches Palladiummineral mit bis zu 5 % Palladium) und Chalkopyrit. Wesentlich seltener sind die Sulfidminerale Cooperit (Pt, Pd, Ni)S und Braggit (Pt, Pd, Ni)S, die Telluride Moncheit (Pt, Pd)(Te, Bi)2 und Kotulskit Pd(Te, Bi)1-2 und andere Platin-Eisen-Verbindungen. Sehr selten anzutreffen sind die Sulfidminerale Vysotskit PdS und Cubanit CuFe2S3, die Arsenide Sperrylit PtAs2 und Stillwaterit Pd8As3 sowie die Telluride  Telluropalladinit Pd9Te4 und Keithconnit Pd3-xTe (mit 0,14 < x < 0,43). Das J-M Reef enthält bei einer durchschnittlichen Mächtigkeit von 2 Metern  20 bis 25 ppm Platin und Palladium mit einem Pd/Pt-Verhältnis von 3,6.

## Mineralisation

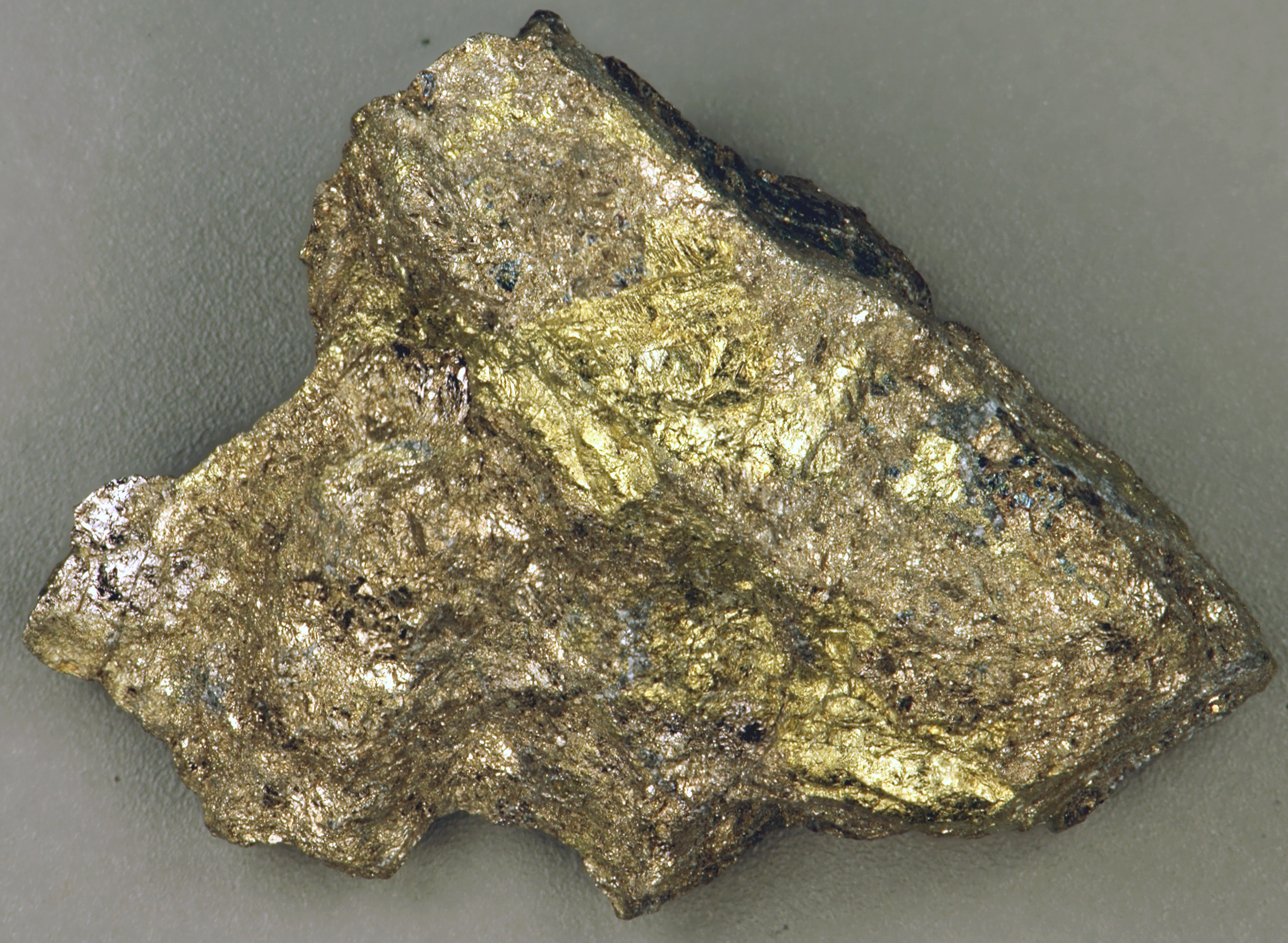
Massives Sulfiderz aus dem J-M reef mit Pt/Pd-reichen Chalkopyrit (gelb) und Pt-Pd-reichen Pyrrhotin (bräunlich)

Bisher wurde angenommen, dass die Minerale der Platin-Gruppe (engl. platin group elements oder abgekürzt PGE) sich als schwere, unmischbare, sulfidische Schmelzen am Boden der Intrusion abgesetzt hatten. Die intime Assoziation der PGE mit einem Pegmatit und anderen Wasser-führenden Mineralen sowie die außergewöhnlich hohe Konzentration an Seltenen Erden in Pyroxenen deuten jedoch auf eine Umverteilung der interstitiellen Schmelze, die durch die Kompaktion der Kumulus-Minerale ausgelöst worden war.

## Petrologie
Bei der Entstehung des Stillwater-Komplexes waren mindestens zwei unterschiedliche Magmenschübe beteiligt. So zeigen die Gesteine der Ultramafischen Zone Affinitäten zu Boniniten, wohingegen die Gesteine der gebänderten Zone aus einem tholeiitischen Magma hervorgegangen sind. Darüber hinaus wurde Krustenmaterial assimiliert, entweder während des Magmenaufstiegs oder durch Inkorporation vorher subduzierten Materials.

## Datierung
De Paolo und Wasserburg (1979) erbrachten für einen Gabbronorit ein Sm-Nd-Kristallisationsalter von 2701 ±8 Millionen Jahren BP. Zirkone aus der Basalzone lieferten laut Nunes (1981) 2713 ± 3 Millionen Jahre BP. Premo u. a. (1990) fanden mit der U-Pb-Methode an Zirkonen für Lagergänge in der Basalzone 2705 ± 4 Millionen Jahre BP. Diese Lagergänge waren somit in etwa zeitgleich eingedrungen.